# Christopher Rouse (componist)
Christopher (Chapman) Rouse (Baltimore, 15 februari 1949 - aldaar, 21 september 2019) was een Amerikaans componist en muziekpedagoog.

## Levensloop
Rouse studeerde bij Richard Hoffmann aan het Oberlin Conservatory of Music in Oberlin (Ohio) en studeerde af in 1971, en haalde later nog zijn doctoraal bij Karel Husa aan de Cornell-universiteit in 1977. Tussendoor kreeg Rouse privélessen van George Crumb. Hij werd al vroeg erkend door de BMI Foundation met de BMI Student Composer Awards in 1972 en 1973. Rouse gaf zelf les aan de Universiteit van Michigan van 1978 tot 1981 en aan de Eastman School of Music van 1981 tot 2002. Vanaf 1997 gaf hij les aan de Juilliard School. In 2002 werd hij toegelaten tot de American Academy of Arts and Letters.

## Muziek
Over het algemeen wordt Rouse gezien als een neoromanticus, omdat hij in veel van zijn werken de diatoniek probeert te combineren met het meer hedendaagse idioom. Hij wordt geroemd voor zijn talenten op het gebied van orkestratie, in het bijzonder voor slagwerk. Vaak verwerkt hij passages van andere componisten in zijn werk (bijvoorbeeld in zijn eerste symfonie, gecomponeerd in 1986, waarin delen van composities van Bruckner en Sjostakovitsj zijn verwerkt).

## Composities

### Werken voor orkest

#### Symfonieën
- 1986 Symfonie nr.1, voor orkest - (bekroond met de Kennedy Center Friedheim Award in 1988)
- 1994 Symfonie nr.2, voor orkest
  1. Allegro
  2. Adagio
  3. Allegro

#### Orkest en soloinstrument
- 1991 Concert, voor viool en orkest
- 1991 Concert, voor trombone en orkest - (bekroond met de Pulitzerprijs voor Muziek in 1993)
- 1992-1993 Concert, voor cello en orkest
- 1993 Concert, voor dwarsfluit en orkest
- 1997 Der gerettete Alberich, fantasie voor slagwerk en orkest op thema's van Richard Wagner
- 1998 Seeing, concert voor piano en orkest
- 1999 Concert de Gaudí, voor gitaar en orkest  (bekroond met de Grammy Award als beste eigentijdse compositie)
- 2001 Concert, voor klarinet en orkest
- 2004 Concert, voor hobo en orkest

#### Andere werken voor orkest
- 1981/1985 Phantasmata
  1. The Evestrum of Juan de la Cruz in the Sagrada Familia, 3 A.M.
  2. The Infernal Machine
  3. Bump
- 1984 Gorgon
- 1986 Phaethon
- 1989 Iscariot, voor kamerorkest
- 1990 Concerto per Corde, voor strijkorkest
- 1995 Envoi
- 2000 Rapture
- 2003 The Nevill Feast
- 2005 Friandises, suite uit het gelijknamig ballet voor orkest
  1. Intrada
  2. Sicilienne
  3. Passepied
  4. Sarabande
  5. Galop (finale)
- 2007-2008 Concert voor orkest

### Werken voor harmonieorkest
- 2006 Wolf Rounds, voor harmonieorkest
- Thor, voor harmonieorkest
- Vulcan, voor harmonieorkest

### Missen en gewijde muziek
- 2001-2002 Requiem, voor bas-bariton solo, gemengd koor, kinderkoor en orkest  (in opdracht van Soli Deo Gloria, waarvan de première in 2006 door het Los Angeles Master Chorale werd uitgevoerd).

### Muziektheater

#### Balletten
| Voltooid in | titel      | aktes   | première                                                        | libretto | choreografie  |
| ----------- | ---------- | ------- | --------------------------------------------------------------- | -------- | ------------- |
| 2005        | Friandises | 5 aktes | 10 februari 2006, New York, Lincoln Center New York City Ballet |          | Peter Martins |

### Werken voor koren
- 1976 Quattro Madrigali, voor achtstemmig gemengd koor
- 1990 Karolju, voor gemengd koor en orkest

### Vocale muziek
- 1979 Mitternachtslieder, voor bas-bariton en een gemengd ensemble
- 1997-1998 Kabir Padavali, liederen-cyclus "Kabir Songbook" voor sopraan en orkest

### Kamermuziek
- 1982 Rotae Passionis, voor gemengd ensemble
- 1982 Strijkkwartet nr.1
- 1983 Lares Hercii, voor viool en klavecimbel
- 1983 The Surma Ritornelli, voor gemengd ensemble
- 1988 Artemis, voor blazerskwintet
- 1988 Strijkkwartet nr.2
- 1996 Compline, voor dwarsfluit, klarinet, harp en strijkkwartet
- 2001 Rapturedux, voor cello-ensemble

### Werken voor piano
- 1986 Little Gorgon

### Werken voor slagwerk
- 1976 Ogoun Badagris, voor slagwerkensemble
- 1978 Ku-Ka-Ilimoku, voor slagwerkensemble
- 1988 Bonham, voor slagwerkensemble

### Solowerken
- 1975 Morpheus, voor cello
- 1995 Ricordanza, voor cello
- 1996 Valentine, voor fluit